# Драгалевац-Дони
Драгалевац-Дони (серб. Драгаљевац Доњи / Dragaljevac Donji) — посёлок в общине Биелина Республики Сербской Боснии и Герцеговины. Население составляет 368 человек по переписи 2013 года.

## Достопримечательности
В селе есть православная церковь Святого Сисоя. Она была построена в 1994—2000 годах, относится к Зворницко-Тузлинской епархии Сербской православной церкви. В селе также есть православное кладбище и памятник жителям, погибшим во время Боснийской войны.